# Sächsische Bank zu Dresden
Die Sächsische Bank zu Dresden, ab 1937 unter dem neuen Mehrheitseigner der Sächsischen Staatsbank umgestaltet und als Firma offiziell verkürzt zu Sächsische Bank, war ein von 1865 bis 1947 bestehendes Kreditinstitut in Dresden. Sie zählte zu den letzten Privatnotenbanken in Deutschland.

## Geschichte

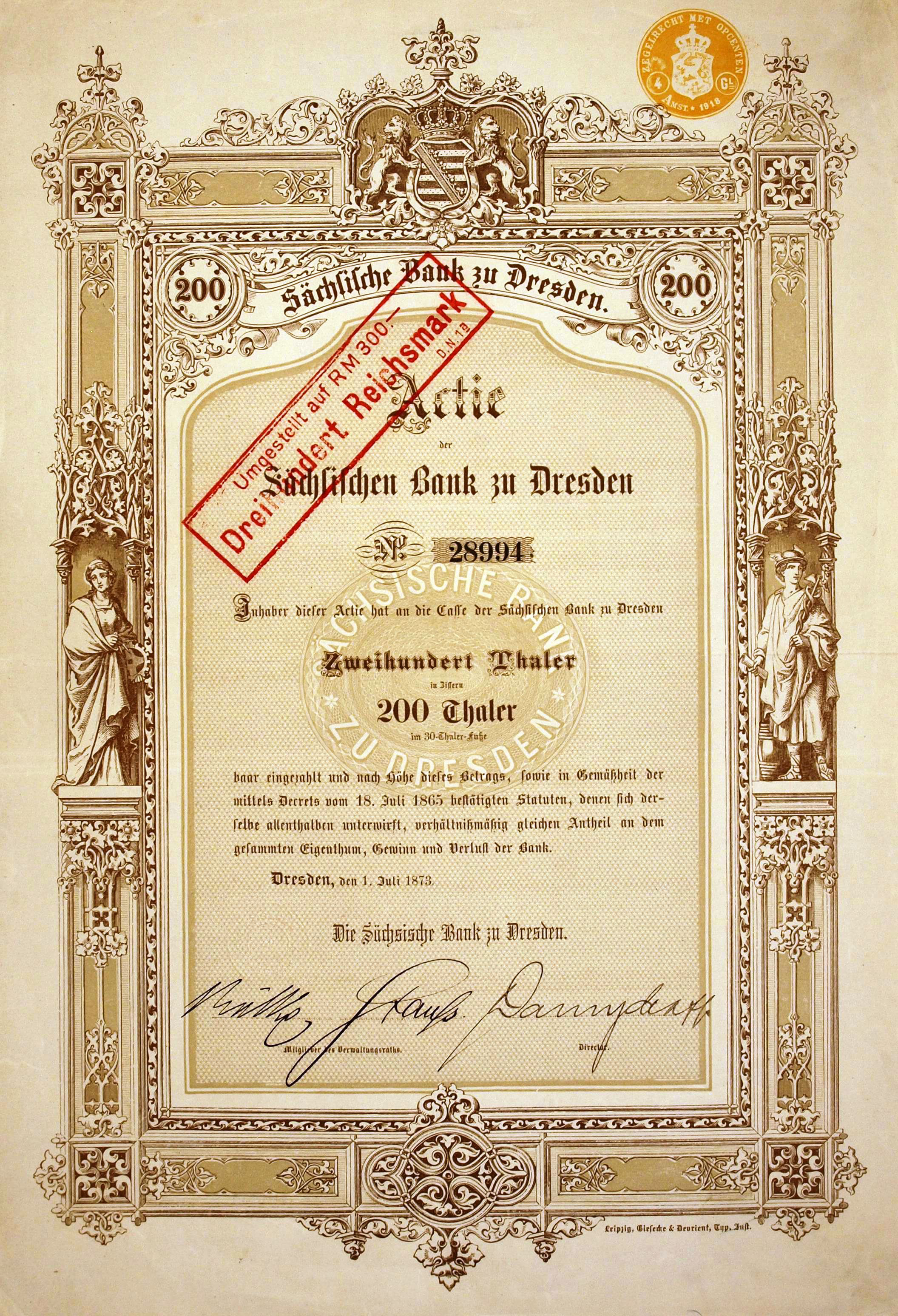
Aktie über 200 Taler vom 1. Juli 1873

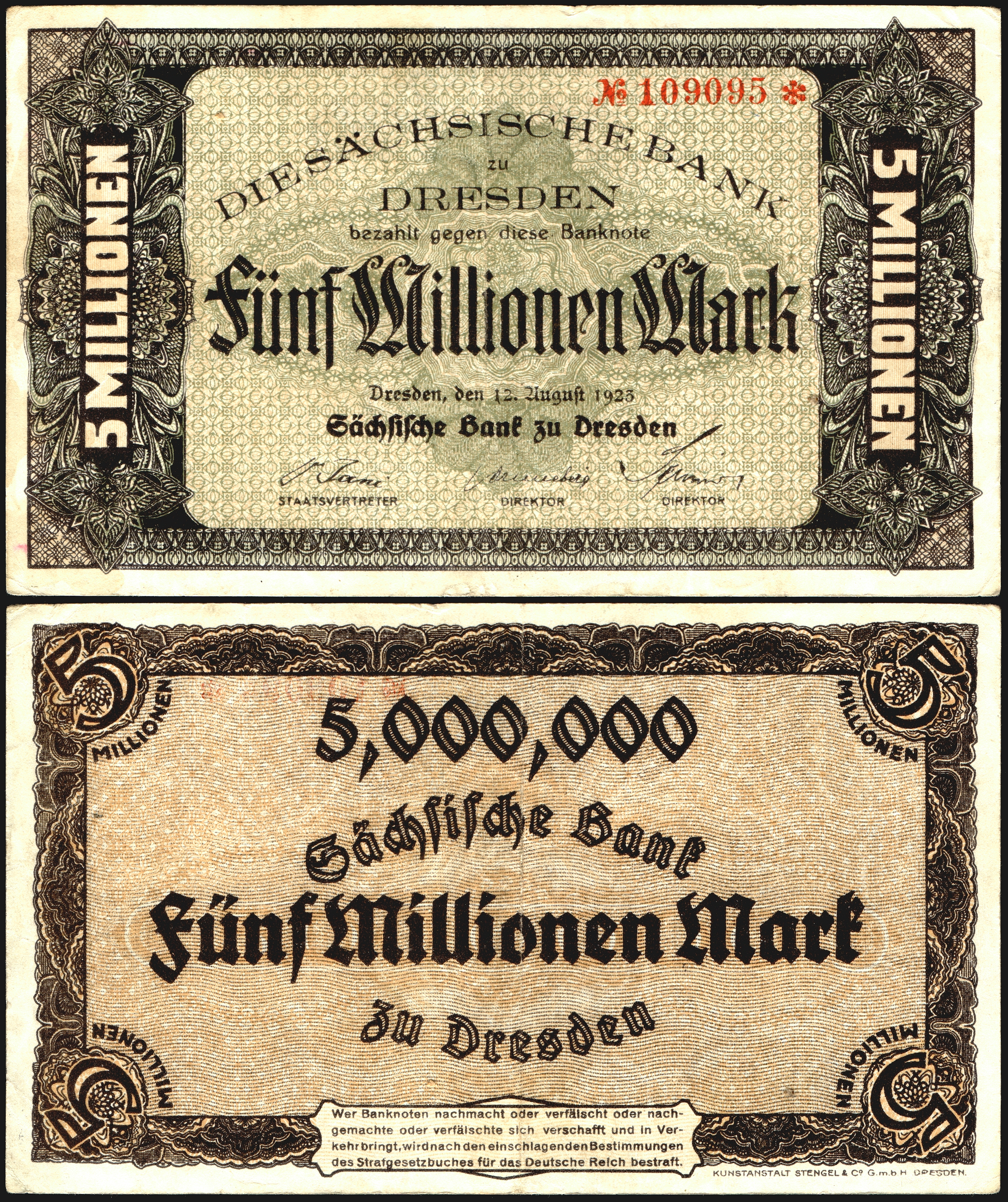
Notgeldschein über 5 Millionen Mark vom 12. August 1923

Die Sächsische Bank zu Dresden wurde mit staatlicher Konzession vom 18. Juli 1865 und einem Kapital von 5 Millionen Talern gegründet. Ab 1869 hatte sie ihren Sitz im Hôtel de Pologne (Dresden), dass sie später gänzlich übernahm. 1873 wurde das Kapital um 5 Millionen Taler erhöht und später auf 30 Millionen Mark umgestellt. Unternehmenszweck war der Betrieb einer Privatnotenbank.
Mit der Reichsgründung 1871 verloren die Gliedstaaten des Reiches ihr Gesetzgebungsrecht im Bezug auf das Geldwesen. Die Reichsbank erhielt aber einerseits kein Monopol auf die Emission von Banknoten, die bestehenden Notenbanken behielten wiederum andererseits das Recht, Banknoten in einem Umfang herauszugeben, der in der Anlage zu § 9 des Bankgesetzes vom 14. März 1875 festgehalten war. Nach dem Verzicht der Herausgabe solcher Banknoten durch die Leipziger Bank 1875, den der Chemnitzer Stadtbank 1890 und dem des Leipziger Kassenvereins 1890 war sie verbleibend die einzige Privatnotenbank Sachsens, die im ganzen Reich umlauffähige Banknoten herausgab. Ab 1888 bot sie ihren Kunden zudem den provisionsfreien Scheck- und Giro-Verkehr an.
Mit dem Ende des Kaiserreiches 1918 bestanden nur noch vier Privatnotenbanken in Deutschland: die Sächsische Bank zu Dresden, die Bayerische Notenbank in München, die Badische Bank in Mannheim  und die Württembergische Notenbank in Stuttgart. Nach der Hyperinflation von 1923 wurde das Privatnotenbankgesetz vom 30. August 1924 erlassen. Die Sächsische Bank zu Dresden durfte nach diesem Gesetz jährlich maximal 70 Millionen Reichsmark an Banknoten ausgeben.
Das Aktienkapital der Bank wurde 1924 auf 15 Millionen Reichsmark umgestellt. Seit den 1920er Jahren betrieb die Sächsische Bank zu Dresden außerdem über Tochtergesellschaften Omnibuslinien. Diese übernahmen vielfach Zubringerdienste zu den staatlichen Eisenbahnlinien.
Durch Gesetz vom 18. Dezember 1933 wurde den Privatnotenbanken die Befugnis zur Notenausgabe mit Wirkung vom 31. Dezember 1935 entzogen und damit der Sächsischen Bank zu Dresden die Hauptgeschäftsgrundlage genommen worden. Zur Vermeidung der Liquidation kooperierte sie mit der Sächsischen Staatsbank: Gemäß einer entsprechenden Vereinbarung übernahm das nunmehr als Sächsische Bank firmierende Institut zum 1. Januar 1937 das Privatkunden-Geschäft der Sächsischen Staatsbank. Die Leitung beider Institute erfolgte seitdem weitgehend in Personalunion. 1945 hielt die Sächsische Staatsbank 80 % des Kapitals der Sächsischen Bank.
Nach dem Zweiten Weltkrieg wurde die Sächsische Bank nicht verlagert. In der Sowjetischen Besatzungszone wurde sie entschädigungslos enteignet und 1947 aus dem Handelsregister gestrichen. Die Beteiligungen der Sächsischen Bank in Westdeutschland (u. a. die Kraftverkehr Württemberg AG, später SG Holding und heute Teil der Emil Frey Gruppe) waren von 1950 bis 1980 in einer vom Bundesminister der Finanzen eingesetzten treuhänderischen Verwaltung. Diese Vermögenswerte wurden liquidiert und bis 1981 ausbezahlt.
Von 1869 an bis zu dessen Zerstörung 1945 hatte die „Sächsische Bank zu Dresden/Sächsische Bank“ ihren Firmensitz im ehemaligen Hôtel de Pologne in der Dresdner Schloßstraße.